# Kyllian Villeminot
Kyllian Villeminot (* 20. Mai 1998 in Lyon) ist ein französischer Handballspieler.

## Karriere

### Verein
Kyllian Villeminot wechselte 2015 in die Jugendakademie von Montpellier Handball. In der Saison 2016/17 kam der 1,89 m große mittlere Rückraumspieler zu seinen ersten Einsätzen in der Ligue Nationale de Handball (LNH). Mit dem französischen Rekordmeister erreichte er 2017 das Finale in der Coupe de France, das gegen den HBC Nantes verloren wurde. In der folgenden Saison besiegte Montpellier Nantes im Finale der EHF Champions League 2017/18. Zu Beginn der Spielzeit 2018/19 gewann das Team die Trophée des champions nach Siegen über Nantes und Saint-Raphaël Var Handball. Mit Montpellier gewann er 2025 die Coupe de France.

### Nationalmannschaft
Mit französischen Jugend- und Juniorennationalmannschaften gewann Villeminot mehrere Medaillen und Auszeichnungen. Bei der U-18-Europameisterschaft 2016, der U-19-Weltmeisterschaft 2017 und der U-21-Weltmeisterschaft 2019 gewann die Auswahl Gold, bei der U-20-Europameisterschaft 2018 Silber. 2016 und 2017 wurde der Rückraumspieler zum Most Valuable Player des Turniers gewählt, 2018 und 2019 in das All-Star-Team.
Am 6. November 2024 gab er sein Debüt in der französischen A-Nationalmannschaft beim 37:31-Sieg über Schweden in Orléans.

## Privates
Seine Eltern Jean-François Villeminot und Corinne Bernillon spielten selbst in der höchsten französischen Liga. Sein älterer Bruder Allan Villeminot (* 1995) ist ebenfalls Handballer und spielte bis 2016 für Montpellier.